# Vocazione (album)
Vocazione è il primo album in studio del cantautore italiano Enzo Carella, pubblicato nel 1977 dalla casa discografica It.

## Tracce
Testi di Lino Panella, musiche di Enzo Carella.
Lato A
1. Vocazione – 3:39
2. Guarda l'uccellino – 4:55
3. Ballatetta – 2:56
4. Fosse vero – 4:20

Lato B
1. Malamore – 3:24
2. L'anima pagliacciona – 3:21
3. La serietà – 2:54
4. Il sud è un'infanzia sudata – 5:22

## Musicisti
- Enzo Carella – voce, chitarra
- Maurizio Guarini – tastiera, pianoforte
- Agostino Marangolo – batteria
- Carlo Pennisi – chitarra
- Fabio Pignatelli – basso